# عدالت خدا
عدالت خدا اعتقاد به عادل بودن خدا در میان برخی دینداران است. به معنای قضاوت و پاداش به حق است، یعنی باور به اینکه خداوند پاداش و جزای هیچ عملی را هرچند ناچیز و کوچک باشد ضایع نمی‌کند و بدون تبعیض به هر کس جزای عملش را خواهد داد و به همین خاطر خداوند به عدالت معروف است. «عدل» یکی از اصول تشیع و معتزله است  و مفهوم آن از دید اندیشمندان مختلف اسلامی و شیعی به صورت جمله «هرچیز را سر جای خود قرار دادن» از علی ابن ابی‌طالب و تعارفی مثل افاضه بر حسب استعداد و قابلیت که با خواست و تلاش معنا می‌یابد، توازن و استقامت،  تساوی و نفی تبعیض، اعطا و رعایت حق مستحق تعریف شده‌است.  اگر ما ادم های متمایزی را مشاهده میکنیم و این همه اختلاف جسمانی در انسان ها نشان دهنده بی عدالتی خداوند نیست چراکه همه نعمت ها در روز قیامت محاسبه می شود و هر کس به اندازه توانایی (جسمی مالی اجتماعی فرهنگی روانشناسی بالینی و...)مسئولیت دارد.

## عدل در دیدگاه شیعه
دلیل انتخاب این اصل به عنوان یکی از اصول شیعه در اصل برداشت سیاسی و فلسفی از عدالت خداوند، نقش عقل عملی در تشخیص عدل و ظلم، و نیز حسن و قبح است؛ چرا که اهل‌سنت نیز به دادگری خداوند باور دارند.
این اصل به این معنی است که قضاوت عقل در مورد حسن و قبح و نیز عدل و ظلم معتبر است و نمی‌توان با اتصال رفتار شخصی (به‌ویژه سلطان یا خلیفه) به خداوند، ظلم وی را توجیه کرد و عقل را ناتوان از درک درست مفهوم حسن و قبح دانست.
البته برای مفهوم عقل در مباحث مختلف فلسفی، کلامی، فقهی و اصولی، و عرفی معانی متفاوتی وجود دارد و در این بحث، معنای منطقی و فلسفی عقل مد نظر قرار دارد.»
مطرح‌شدن این اصل در اعتقادات شیعه در پی اختلافات کلامی و فلسفی بین معتزله و اشاعره رخ داد. اهل‌سنت امروزی دربرداشت از اصل عدالت خداوند به اشاعره نزدیک‌اند و معتزله نیز پیروان رسمی ندارند.